# Chasmocranus
Chasmocranus — рід риб з родини Гептаптерові ряду сомоподібних. Має 10 видів. Наукова назва походить від грецьких слів chanos, тобто безодня, відкритий рот, та kranion — «череп».

## Опис
Загальна довжина представників цього роду коливається від 5 до 17 см. Голова витягнута, сплощена зверху. Очі середнього розміру, розташовані на верхній частині голови, близько один від одного. Рот широкий. Є 3 пари вусів, найдовшими є пари з верхньої щелепи або з кутів рота. Тулуб стрункий. Спинний плавець помірно широкий, трохи розділений. Жировий плавець низький, подовжений. Грудні плавці широкі, з короткою основою, кінчики майже округлі. Черевні плавці практично не поступаються грудним плавцям. Анальний доволі широкий. Хвостовий плавець розділено. Види різняться за формою й розміром кінчиків хвостового плавця.
Забарвлення коливається від сірого до чорного. Плавці світліше за загальний фон. Між головою та тулубом проходить світла смужка (жовтого, кремового або білого кольору).

## Спосіб життя
Це демерсальні риби. Віддають перевагу прісним водоймам. Зустрічаються переважно в струмках з піщаним дном і помірною течією. Активні вночі. Вдень тримаються біля дна. Живляться водними безхребетними.

## Розповсюдження
Поширені у басейні річок Парана, Мароні, Пато, Оріноко, Суринам, Шінгу, Карапо.

## Види
- Chasmocranus brachynemus
- Chasmocranus brevior
- Chasmocranus chimantanus
- Chasmocranus longior
- Chasmocranus lopezi
- Chasmocranus peruanus
- Chasmocranus quadrizonatus
- Chasmocranus rosae
- Chasmocranus surinamensis
- Chasmocranus truncatorostris